# Парышево (Новгородская область)
Парышево — деревня в Старорусском муниципальном районе Новгородской области, с весны 2010 года относится к Великосельскому сельскому поселению, прежде входила в ныне упразднённое Астриловское сельское поселение.
Деревня находится на Приильменской низменности на высоте 46 м над уровнем моря. Деревня расположена у впадении реки Малашка в Холынью, в четырёх километрах к юго-востоку от деревни Астрилово.
Неподалёку, на расстоянии в 1 км от Парышева находятся деревни: Сидоровец — к востоку и Байково к югу.

## Население
| 2010 | 2011 | 2012 | 2013 |
| ---- | ---- | ---- | ---- |
| 2    | ↘1   | →1   | →1   |

На 1 января 2011 года постоянное население деревни — 1 житель, число хозяйств — 1.

## Транспорт
Ближайшая железнодорожная станция расположена в Тулебле.